# 陸奥鉄道
陸奥鉄道（むつてつどう）は、青森県南津軽郡光田寺村（現・田舎館村）と北津軽郡五所川原町（現・五所川原市）を結ぶため建設された鉄道路線及びその運営会社である。後に国有化され、現在の東日本旅客鉄道（JR東日本）五能線の一部となった。

## 歴史

### 前史
江戸時代は西・北津軽郡各地から集まった米等は鰺ヶ沢港から和船で大阪へ輸送していた。しかし明治時代に入ると青森港の発展に伴い鰺ヶ沢港が衰退した。1889年（明治22年）日本鉄道が青森まで開業、1894年（明治27年）青森-弘前間が開業し大釈迦駅が設置されると馬車での輸送がされた。五所川原からは前田野目（まえだのめ、地図 - Google マップ）を通ると七段坂と言う難所があり、積雪時の通行は非常に困難であった。
1895年（明治28年）8月、工藤行幹他45名の発起により木造より五所川原を経て黒石に至る約20哩の免許を申請し1896年（明治29年）4月仮免状が下付、11月に免許状が下付された。津軽鉄道株式会社が設立され、発起人及び株主は秋田県内の有力者や東京の資本家たちで、12000株のうち9000株を東京の資本家が申込んでいた。しかし1897年（明治30年）5月起工式をしたものの計画時の好況時から一転財界不況により資本金の1/10の払込みもままならず、結局1899年（明治32年）に会社は解散する。明治40年代にも奥羽線への鉄道建設の請願が繰り返されていたが実現されなかった。

### 陸奥鉄道の開業
陸奥鉄道の計画は1913年（大正2年）鉄道院技師の佐山政義が敷設予定線の測量のため青森を訪れた際、五所川原町を中心とした鉄道事業は採算がとれることに注目し、鉄道院退官後再度青森を訪れ地元有力者を集めて鉄道敷設の必要性を説明したことが始まりである。1915年（大正4年）4月に南津軽郡光田寺村-西津軽郡舞戸村間、南津軽郡藤崎村-中津軽郡和徳村間、北津軽郡五所川原町-北津軽郡金木村間の鉄道免許状が下付された、佐山は第1期工事は川部より藤崎、板柳、鶴田を経て五所川原まで第2期工事は五所川原より木造、鰍沢まで第3期工事は五所川原 - 金木と藤崎 - 弘前と計画し総工費150万円と見積った。しかし頓挫した津軽鉄道に参画していた佐々木嘉太郎が採算を重視することを主張したため鉄道敷設区間を川部-五所川原間に変更し1916年（大正5年）3月に起業目論見変更認可された。資本金が60万円になることから中央資本投資を拒否して地元資本で1916年（大正5年）4月に陸奥鉄道株式会社が設立された。役員は津軽地方の名士達が名を連ね社長に佐々木嘉太郎（北津軽郡五所川原町）、取締役には津島源右衛門（北津軽郡金木村）、平山為之助（北津軽郡栄村）、平山浪三郎（北津軽郡五所川原町）、菊池九郎（弘前）、安田才助（北津軽郡板柳村）、佐藤勝三郎（南津軽郡藤崎村）等、他には東京の佐山政義、佐山と同じく元鉄道院米子建設事務所長の三宅次郎がいた。株式の申込は順調で1000株以上の大株主は佐々木嘉太郎、佐藤勝三郎、平山浪三郎、菊池九郎、安田才助であった。
1917年（大正6年）2月に着工し、三宅次郎が技術主任を、佐山政義が補佐をして弘前の堀井組の請負により工事がされた。平坦な平野部でトンネルがなく工事は容易と思われたが工事は遅れがちであった。それは堀井組は建築が主で土木は専門外であったこともあるが、用水路の付替が多くまた橋梁工事が大小120箇所に及ぶ等工事を困難にした。さらに第一次世界大戦の影響で物価が高騰したため第五十九銀行、佐々木銀行より借入れることとなった。
ようやく1918年（大正7年）7月20日に竣工し、9月25日に川部 - 五所川原間が開業して貨物旅客とも順調に推移してきた。1921年（大正10年）に会社は貨物輸送奨励のため輸送業者に対し交付金制度を設けた。ところが同年に鉄道省所有の貨車が配車されない事態が発生し滞貨がおきた。これは奥羽線でも輸送量が増えていたため陸奥鉄道に配車する余裕がなくなったためであった。年々増加する貨物及び旅客量に対し車両を増備したものの一企業では賄えない状況になっていたので国有化の要望も出てくるようになっていたが、関東大震災の影響のため中断を余儀なくされた。

### 陸奥鉄道の買収
1924年（大正13年）10月、鉄道省は五所川原線（五所川原 - 陸奥森田間）の運輸営業を開始した。五所川原線は五所川原で陸奥鉄道と接続しているのみで省線とは接続していなかった。丁度衆議院議員に当選した平山為之助は政府に陸奥鉄道を買い上げるよう運動した。
1927年（昭和2年）第52回帝国議会において政府より「陸奥鉄道ほか4鉄道買収に関する法律案」が提出され3月に法律第29号が公布された。買収日は6月1日に決まり、買収価額は3,346,926円（公債交付額3,346,950円）。買収後開かれた株主総会において株主に対し230万円が分配されることが報告され、役員は慰労金を手にすることとなった。7月には北津軽郡新鉄道発起人会が五所川原公会堂で開催されたが元陸奥鉄道株主達が顔を揃えており、1930年（昭和5年）に津軽鉄道が開業することとなった。
- 1915年（大正4年）4月6日 陸奥鉄道に対し鉄道免許状下付（南津軽郡光寺田村 - 西津軽郡舞戸村間、南津軽郡藤崎村 - 中津軽郡和徳村間、北津軽郡五所川原町 - 北津軽郡金木村間）[34]
- 1916年（大正5年）3月4日 起業目論見変更認可（川部-五所川原間）[35]
- 1916年（大正5年）4月12日 陸奥鉄道株式会社設立[35][36]
- 1918年（大正7年）9月25日 川部 - 五所川原間開通[37]。
- 1924年（大正13年）10月21日 鉄道省五所川原線（五所川原 - 陸奥森田間）運輸営業開始[38]。
- 1927年（昭和2年）6月1日 陸奥鉄道を買収し五所川原線に編入[39]。

## 駅一覧
全駅1918年（大正7年）9月25日開設
| 名称     | 駅間距離（哩） | 所在地           |
| -------- | -------------- | ---------------- |
| 川部     |                | 南津軽郡光田寺村 |
| 藤崎     | 1.5            | 南津軽郡藤崎町   |
| 板柳     | 3.6            | 北津軽郡板柳町   |
| 鶴泊     | 3.1            | 同郡六郷村       |
| 陸奥鶴田 | 1.4            | 同郡鶴田村       |
| 五所川原 | 3.8            | 同郡五所川原町   |

- 所在地は昭和二年現在『鉄道停車場一覧 : 附・関係法規,線路図運賃早見表. 昭和2年』（国立国会図書館デジタルコレクション）

## 輸送・収支実績
| 年度 | 輸送人員（人） | 貨物量（トン） | 営業収入（円） | 営業費（円） | 営業益金（円） | その他損金（円）                 | 支払利子（円） |
| ---- | -------------- | -------------- | -------------- | ------------ | -------------- | -------------------------------- | -------------- |
| 1918 | 188,342        | 14,445         | 29,008         | 13,336       | 15,672         | 営業準備金償却金1,210            | 4,646          |
| 1919 | 336,320        | 56,508         | 158,712        | 78,769       | 79,943         | 営業準備金2,000                  | 5,881          |
| 1920 | 435,924        | 60,599         | 215,184        | 113,991      | 101,193        | 営業準備費及 有価証券償却金1,900 |                |
| 1921 | 420,123        | 75,246         | 248,270        | 123,291      | 124,979        |                                  |                |
| 1922 | 465,072        | 86,035         | 265,637        | 150,328      | 115,309        |                                  |                |
| 1923 | 507,246        | 91,366         | 285,551        | 178,071      | 107,480        |                                  |                |
| 1924 | 574,486        | 121,345        | 343,840        | 173,433      | 170,407        |                                  | 138            |
| 1925 | 630,976        | 107,015        | 355,426        | 185,846      | 169,580        | 雑損83                           |                |
| 1926 | 664,605        | 132,041        | 398,243        | 210,999      | 187,244        | 雑損544                          |                |
| 1927 | 315,517        | 66,548         | 196,362        | 95,843       | 100,519        | 償却金844                        |                |

- 鉄道院鉄道統計資料、鉄道省鉄道統計資料、鉄道統計資料各年度版

## 車両
開業年度末（上半期1 - 6月、下半期7 - 12月）は六輪連結タンク式機関車2両、二等客車1両、二三等客車2両、三等客車3両、三等小手荷物客車2両、有蓋貨車21両、有蓋貨緩急車5両、無蓋貨車12両、無蓋貨緩急車4両。そのうち機関車2両は阿波電気軌道から客車4両貨車4両は銚子遊覧鉄道から購入した。大正8年下半期に鉄道院より機関車1両、三等客車6両、三等郵便緩急車2両の払下げを受ける。大正13年上半期に機関車1両を新製。大正14年上半期に青梅鉄道より客車7両を購入
1927年に機関車5両、客車23両、貨車42両が鉄道省に引き継がれた。
| 車種       | 使用開始（年度）    | 番号         | 購入元              | 国有化後   | 製造年           | 製造所                                        | 備考                              |
| 蒸気機関車 |                     |              |                     |            |                  |                                               |                                   |
| ---------- | ------------------- | ------------ | ------------------- | ---------- | ---------------- | --------------------------------------------- | --------------------------------- |
| 蒸気機関車 | 1918                | 1・2         | 阿波電気軌道        | 1650・1651 | 1895             | ボールドウィン                                | 詳細は国鉄1000形蒸気機関車#1010形 |
| 蒸気機関車 | 1919                | 3            | 鉄道院              | 1730       | 1896             | ナスミス・ウィルソン                          | 詳細は国鉄1200形蒸気機関車        |
| 蒸気機関車 | 1922                | A→4          | 新製                | 1700       | 1922             | 雨宮製作所                                    |                                   |
| 蒸気機関車 | 1924                | B→5          | 新製                | 1750       | 1924             | 日本車輌製造                                  |                                   |
| 客車       |                     |              |                     |            |                  |                                               |                                   |
| 1918       | ロ1                 | 銚子遊覧鉄道 | ロ790               | 1913       | 天野工場         | 定員18人                                      |                                   |
| 1918       | ロ2                 |              | ロ791               |            | バンデルチーベン | 定員30人大正8年上半期三等車から改造           |                                   |
| 1918       | ロハ1・2            |              | ロハ895・896        |            | 福岡鉄工場       | 定員2等8人3等24人                             |                                   |
| 1918       | ハ1・2              | 銚子遊覧鉄道 | ハ2555・2556        | 1913       | 天野工場         | 定員32人                                      |                                   |
| 1918       | ハニ1               | 銚子遊覧鉄道 | ハニ3680            | 1907       | 天野工場         | 定員18人                                      |                                   |
| 1918       | ハニ2               |              | ハニ3685            |            | バンデルチーベン | 定員18人                                      |                                   |
| 1919       | ハ4-9               | 鉄道院       | ハ2305-2310         | 1891       | 関西鉄道湊町工場 | 定員50人                                      |                                   |
| 1919       | ハユフ1・2→フハ1・2 | 鉄道院       | フハ3060・3061      | 1886       | 神戸工場         | 定員40人 大正11年上半期三等郵便緩急車より改造 |                                   |
| 1925       | ハ6→ロ3             | 青梅鉄道     | ロ792               | 1918       | 青梅鉄道         | 定員18人1926年改造及番号変更                  |                                   |
| 1925       | ハ1→ハ3             | 青梅鉄道     | ハ2560              | 1907       | 天野工場         | 定員36人1926年番号変更                        |                                   |
| 1925       | ハ2→ハ10            | 青梅鉄道     | ハ2561              | 1907       | 天野工場         | 定員36人1926年番号変更                        |                                   |
| 1925       | ハフ2→ハニ3         | 青梅鉄道     | ハニ3686            | 1908       | 天野工場         | 定員20人1926年改造及番号変更                  |                                   |
| 1925       | ハフ1               | 青梅鉄道     | フハ3065            | 1907       | 天野工場         | 定員32人                                      |                                   |
| 1925       | ユニ1・2            | 青梅鉄道     | ユニ3757・3758      | 1907       | 天野工場         |                                               |                                   |
| 貨車       |                     |              |                     |            |                  |                                               |                                   |
| 1918       | ワ1 - ワ20          |              | ワ12500 - ワ12519   |            |                  | 荷重10 t                                      |                                   |
| 1918       | ワ21                | 銚子遊覧鉄道 | ワ12520             | 1913       | 天野工場         | 荷重10 t                                      |                                   |
| 1918       | ワフ1 - ワフ4       |              | ワフ2830 - ワフ2833 |            |                  | 荷重10 t                                      |                                   |
| 1918       | ワフ5               | 銚子遊覧鉄道 | ワフ2835            | 1913       | 天野工場         | 荷重7 t                                       |                                   |
| 1918       | ト1 - ト10          |              | ト10080 - ト10089   |            |                  | 荷重10 t                                      |                                   |
| 1918       | ト11 - ト12         | 銚子遊覧鉄道 | ト10090 - ト10091   | 1913       | 天野工場         | 荷重10 t                                      |                                   |
| 1918       | フト1 - フト4       |              | フト7610 - フト7613 |            |                  | 荷重10 t                                      |                                   |

- いのうえ・こーいち『図説 国鉄蒸気機関車全史』、JTBパブリッシング、2014年、211-213頁『鐵道省車輌形式圖　客車(上巻)』鐵道省工作局、昭和三年六月二十七日加除、昭和四年七月十二日加除、No.51「車両自動連結器準備工事施工ノ件」『第十門地方鉄道及軌道ニ地方鉄道陸奥鉄道自大正九年至昭和三年』

### 車両数の変遷
| 年度      | 機関車 | 客車 | 貨車 | 貨車 |
| 年度      | 機関車 | 客車 | 有蓋 | 無蓋 |
| --------- | ------ | ---- | ---- | ---- |
| 1918      | 2      | 8    | 26   | 16   |
| 1919-1921 | 3      | 16   | 26   | 16   |
| 1922-1923 | 4      | 16   | 26   | 16   |
| 1924      | 5      | 16   | 26   | 16   |
| 1925-1927 | 5      | 23   | 26   | 16   |

- 鉄道院鉄道統計資料、鉄道省鉄道統計資料、鉄道統計資料各年度版、「大正七年下半期営業報告」-「昭和二年上半期営業報告」